# Ngô Đình Thục
Pierre Martin Ngô Đình Thục (pronúncia em vietnamita: [ŋo ɗîŋ̟ tʰùkp]) (6 de outubro de 1897 – 13 de dezembro de 1984) foi um arcebispo católico romano de Huế no Vietnã e mais tarde um bispo sedevacantista que foi excomungado pela Igreja, tendo sido reconciliado antes de sua morte em 1984. Ele era um membro da família Ngô que governou o Vietnã do Sul nos anos que antecederam a Guerra do Vietnã. Ele foi o fundador da Universidade Dalat. Hoje, vários grupos católicos independentes e sedevacantistas afirmam ter herdado a sucessão apostólica de Thục.
Enquanto Thục esteve em Roma participando da segunda sessão do Concílio Vaticano II, o golpe sul-vietnamita de 1963 derrubou e assassinou seu irmão mais novo, Ngô Đình Diệm, que era presidente do Vietnã do Sul. Thục foi incapaz de retornar ao Vietnã e viveu o resto de sua vida exilado na Itália, França e Estados Unidos. Durante seu exílio, ele esteve envolvido com movimentos católicos tradicionalistas e consagrou vários bispos sem a aprovação do Vaticano para os movimentos palmarianos e sedevacantistas. Como resultado, ele foi excomungado pela Santa Sé, mas depois reconciliou-se com o Vaticano.

## Biografia

### Início da vida e família
Ngô Đình Thục nasceu em 6 de outubro de 1897, em Huế, Indochina Francesa, de uma abastada família católica romana como o segundo dos seis filhos sobreviventes nascidos de Ngô Đình Khả, um mandarim da dinastia Nguyễn que serviu ao imperador Thành Thái durante o período francês.
O irmão mais velho de Thục, Khôi, serviu como governador e mandarim da administração do imperador Bảo Đại, controlado pelos franceses. No final da Segunda Guerra Mundial, tanto Khôi quanto o irmão mais novo de Thục, Diệm, foram presos por terem colaborado com os japoneses. Diệm foi libertado, mas Khôi foi posteriormente baleado pelo Việt Minh como parte da Revolução de Agosto de 1945 (e não enterrado vivo como às vezes se afirma). Todos os irmãos de Thục, incluindo Diệm, Nhu e Cẩn, eram politicamente ativos. O cardeal François Xavier Nguyễn Văn Thuận (1928–2002) era sobrinho de Thục.

### Sacerdócio e início do episcopado
Aos doze anos, Thục entrou no seminário menor em An Ninh. Ele passou oito anos lá antes de estudar filosofia no seminário maior de Huế. Após sua ordenação sacerdotal em 20 de dezembro de 1925, ele foi selecionado para estudar teologia em Roma, e muitas vezes se diz que obteve três doutorados na Pontifícia Universidade Gregoriana em filosofia, teologia e direito canônico; no entanto, isso não é comprovado pelos arquivos da universidade. Ele lecionou brevemente na Sorbonne e obteve qualificações de ensino antes de retornar ao Vietnã em 1927. Tornou-se então professor no Colégio de Irmãos Vietnamitas em Huế, professor no seminário maior em Huế e decano do Colégio da Providência.
Em 8 de janeiro de 1938, o Papa Pio XI criou o Vicariato Apostólico de Vĩnh Long no Vietnã, e pessoalmente escolheu Thục (à época com 41 anos) para ser seu primeiro Vigário Apostólico. Em 4 de maio do mesmo ano, com sua família presente, Thục foi consagrado bispo pelo Arcebispo Antonin Drapier, Delegado Apostólico na Indochina, e co-consagradores Dom Isidore-Marie-Joseph Dumortier, MEP, Vigário Apostólico de Saigon, e Dom Dominique Maria Hồ Ngọc Cẩn, Vigário Apostólico de Bùi Chu. Ele foi o terceiro padre vietnamita elevado ao posto de bispo.
Seu brasão retratava três dragões, um vínculo com a dinastia Nguyễn, e ele adotou como lema episcopal "Miles Christi" ("Soldado de Cristo").
Em 1950, Diệm e Thục solicitaram permissão para viajar a Roma para as celebrações do Ano Santo no Vaticano, mas foram ao Japão para pressionar o príncipe Cường Để a obter apoio para tomar o poder. Eles conheceram Wesley Fishel, um consultor acadêmico americano para o governo dos EUA. Fishel era um proponente da doutrina da terceira força anticolonial e anticomunista na Ásia e ficou impressionado com Diệm. Ele ajudou os irmãos a organizar contatos e reuniões nos Estados Unidos para conseguir apoio.
Com a eclosão da Guerra da Coréia e do macarthismo no início da década de 1950, os anticomunistas vietnamitas eram uma comodidade procurada nos Estados Unidos. Diệm e Thục receberam uma recepção no Departamento de Estado com o secretário de Estado interino James Webb, onde Thục falou muito. Diệm e Thục também forjaram ligações com o cardeal Francis Spellman, o clérigo mais politicamente influente de seu tempo, e Spellman se tornou um dos defensores mais poderosos de Diệm. Diệm então conseguiu uma audiência com o Papa Pio XII em Roma com a ajuda de seu irmão, e depois se estabeleceu nos EUA como convidado dos Padres Maryknoll. Spellman ajudou Diệm a angariar apoio entre os círculos de direita e católicos. Thục era amplamente visto como mais genial, loquaz e diplomático do que seu irmão, e foi reconhecido que Thục seria altamente influente no futuro regime. À medida que o poder francês no Vietnã declinava, o apoio de Diệm na América, que Thục ajudou a nutrir, fez seu estoque subir. Bảo Đại fez de Diệm o primeiro-ministro do Estado do Vietnã porque achava que as conexões de Diệm garantiriam ajuda financeira estrangeira.

### Regra de Diệm
Em outubro de 1955, Diệm depôs Bảo Đại em um referendo fraudulento organizado por Nhu e se declarou presidente da recém-proclamada República do Vietnã, que então concentrava o poder na família Ngô, que eram católicos romanos dedicados em um país de maioria budista. O poder foi reforçado através da polícia secreta e da prisão e tortura de opositores políticos e religiosos. As políticas e condutas dos Ngôs inflamaram as tensões religiosas. O governo era tendencioso em relação aos católicos no serviço público e nas promoções militares, bem como na alocação de terras, favores comerciais e concessões fiscais. Thục, o líder religioso mais poderoso do país, foi autorizado a solicitar "contribuições voluntárias para a Igreja" de empresários de Saigon, o que foi comparado a "avisos fiscais". Thục também usou sua posição para adquirir fazendas, empresas, imóveis urbanos, propriedades de aluguel e seringais para a Igreja Católica. Ele também usou o pessoal do Exército da República do Vietnã para trabalhar em seus projetos de madeira e construção.
Em 24 de novembro de 1960, Thục foi nomeado Arcebispo de Huế pelo papa João XXIII.

### Agitação budista e queda de Diệm
Em maio de 1963, na cidade central de Huế, os budistas foram proibidos de exibir a bandeira budista durante as celebrações de Vesak comemorando o nascimento de Gautama Buda, quando o governo citou um regulamento que proíbe a exibição de bandeiras não governamentais a pedido de Thục. Alguns dias antes, os católicos foram encorajados a hastear bandeiras do Vaticano para celebrar o 25º aniversário de Thục como bispo. Os fundos do governo foram usados para pagar as comemorações do aniversário de Thục, e os moradores de Huế – uma fortaleza budista – também foram forçados a contribuir. Esses padrões duplos percebidos levaram a um protesto budista contra o governo, que foi encerrado quando nove civis foram mortos a tiros ou atropelados quando os militares atacaram. Apesar das filmagens mostrarem o contrário, os Ngôs culparam o Việt Cộng pelas mortes, e protestos por igualdade eclodiram em todo o país. O major Dang Sy, o comandante do incidente, revelou mais tarde que o arcebispo Thục havia lhe dado pessoalmente a ordem de abrir fogo. Thục pediu que seus irmãos reprimissem com força os manifestantes. Mais tarde, as forças dos Ngôs atacaram e vandalizaram pagodes budistas em todo o país na tentativa de esmagar o movimento florescente. Estima-se que até 400 pessoas foram mortas ou desaparecidas.
Diệm foi derrubado e assassinado junto com Nhu em 2 de novembro de 1963. Ngô Đình Cẩn foi condenado à morte e executado em 1964. Dos seis irmãos, apenas Thục e Luyện sobreviveram às convulsões políticas no Vietnã. Luyện, o mais jovem, servia como embaixador em Londres, e Thục havia sido convocado a Roma para o Concílio Vaticano II. Por causa do golpe, Thục permaneceu em Roma durante os anos do Concílio (1962-1965). Ele estava entre os bispos que eram contra as declarações do Concílio.

### Reconciliação e morte
Thục começou a ser cada vez mais procurado pela comunidade vietnamita expatriada e refugiada, incluindo velhos amigos e contatos de Huế e Saigon. Eles facilitaram sua extração do sedevacantismo e Thục retornou à jurisdição da Igreja Católica definitivamente em 1984.
No entanto, sua retratação é negada por alguns sedevacantistas, como o padre Francis Miller, um frade franciscano que morava com Thục em Rochester, o bispo Michel-Louis Guérard des Lauriers e o bispo Adolfo Zamora, dois bispos consagrados por Thục em 1981.
Miller afirma que não há evidência suficiente da retratação de Thục, e afirma que, pelo contrário, entre as últimas palavras de Thục para ele na cidade de Nova York (onde Thục havia sido levado por sacerdotes vietnamitas ) foram:
| “ | Eles querem que eu assine uma reconciliação e renuncie a tudo o que fiz. [Rindo:] Por que eu faria isso? [Sério:] Isso destruiria o trabalho que Deus me deu para preservar os sacramentos para o futuro. Eu não posso fazer isso! | ” |

Isso é semelhante ao que Thục disse ao bispo Louis Vezelis, que, como dito acima, viveu com Thục em Rochester:
| “ | Ele [Pio Laghi] queria que eu negasse o que tinha feito. Mas, não o fiz porque isso teria destruído tudo o que tinha feito. | ” |

Des Lauriers escreveu que:
Thục foi levado de Nova York para Kansas City, Missouri, por via aérea, e de lá foi levado para Carthage, Missouri, para a Casa Mãe da Congregação da Mãe Co-Redemptrix (Corredentora). Lá, morreu em 13 de dezembro de 1984, festa de Santa Lúcia, aos 87 anos.
Que sua retratação era falsa é afirmado por muitos sedevacantistas em geral, assim como a crença de que ele foi sequestrado ou assasinado pelo clero vietnamita quando deixou Vezelis e o mosteiro franciscano, sendo levado para Missouri, onde morreu.
Um dos grupos que herdaram a consagração episcopal do Arcebispo Thục, a Igreja Cristã Palmariana, afirmam que Thục foi sequestrado "pela Grande Loja Judaico-Maçônica do Vaticano" e o reconhecem como Santo, tendo sido canonizado e declarado Doutor da Igreja pelo (anti)papa Gregório XVII em 15 de março de 1998.